# Герцык, Аделаида Казимировна
Аделаида Казимировна Герцык (в замужестве Жуковская; 1874―1925) — русская поэтесса Серебряного века, прозаик и переводчица.

## Биография
Родилась 16 февраля 1872 года в Александрове Владимирской губернии, в семье инженера-путейца и начальника участка строящейся Московско-Ярославской железной дороги Казимира Антоновича Лубны-Герцык, потомка обедневшего польского дворянского рода. Её дедом по отцу был генерал-майор А. К. Герцык, брат отца —
генерал-лейтенант А. А. Герцык. Росла и воспитывалась вместе с младшей сестрой Евгенией. Девочки рано лишились матери — Софьи Максимилиановны Тидебель, дедом которой был инженер-генерал С. А. Тидебель, росли под руководством воспитателей и мачехи — Евгении Антоновны Вокач, её брат Николай был женат на Марии Андреевне Муромцевой, сестре председателя Первой Госдумы С. А. Муромцева и тётки В. Н. Муромцевой-Буниной, жены писателя И. А. Бунина а их старшая дочь Наталья была женой русского философа И. А. Ильина. Сёстры Герцык получили отличное домашнее образование, хорошо знали пять иностранных языков, включая итальянский и польский.
По воспоминаниям Е. К. Герцык, Ада росла вдумчивым, замкнутым ребёнком, проявляла большую настойчивость в учении. К поступлению в Московский дворянский пансион её готовил поэт-народник М. А. Карлин, который и привил ей вкус к сочинительству. Образование Аделаиды завершилось гимназией и пополнилось в дальнейшем самостоятельным изучением философии, истории, искусства и литературы. В итоге А. Герцык решила посвятить себя литературе, печатая в литературных журналах переводы и критические очерки.
Начала публиковаться в 1899 году как переводчица и автор небольших литературно-критических и мемуарных эссе, в частности, о Джоне Рёскине; перевод его книги «Прогулки по Флоренции: Заметки о христианском искусстве» Герцык опубликовала в 1901. Известна также своими переводами (совместно с сестрой) трудов Ф. Ницше: « Сумерки богов» (1900), «Несвоевременные мысли» (1905) и его стихотворений. С 1904 сотрудничает с символистским журналом В. Я. Брюсова «Весы», публикует литературные обзоры и рецензии на новые книги. Её публикации-рецензии в рубрике «Новые книги» появлялись под псевдонимом В. Сирин.
Под влиянием любви к любителю истории, литературы и поэзии А. М. Бобрищеву-Пушкину, в 1903 году А. Герцык начала писать стихи:
...Не Вы – а я люблю!
Не Вы – а я богата...
Для Вас – 
по-прежнему осталось все,
А для меня – весь мир
стал полон аромата,
Запело все и зацвело...
В 1907 году появилась первая значительная публикация стихотворений Герцык — цикл «Золотой ключ» в альманахе символистов «Цветник Ор. Кошница первая». Для ранних стихов характерны состояния томления, духовного поиска, одиночества:
Женщина там на горе сидела,
Ворожила над травами сонными…
Ты не слыхала? 
Что шелестело?
Травы ли, 
ветром склоненные...
Стихи, впоследствии вошедшие в единственный сборник 1910 года А. Герцык, «Стихотворения», встретили восторженный отклик в символистской среде, удостоились высокой оценки В. И. Иванова, отметившим близость поэзии Аделаиды Герцык к фольклору, «заплачкам и причитаньям, нашептам и наговорам, приворотным напевам и колыбельным… Речь идёт об атавистически уцелевшей лирической энергии». Признаки древних, забытых обрядов, ворожбы, совершаемого таинства в стихах сборника служат фоном для выражения лирических чувств героини, хотя в этой «стихийной» лирике очевидны следы фольклорной стилизации, характерной для русского символизма. Вот как Вячеслав Иванов охарактеризовал Аделаиду в те годы в своём сонете:
Так ты скользишь, 
чужда веселью дев,
Замкнувши на устах любовь и гнев,
Глухонемой и потаенной тенью.
Глубинных и бессонных родников,
Внимая сердцем рокоту и пенью,
Чтоб вдруг взрыдать про плен земных оков
В январе 1909 года вышла замуж за ученого, издателя, переводчика философской литературы Д. Е. Жуковского. Свадьба проходила в Париже и по словам А. Герцык"Очень тихая и целомудренная". Присутствовали на свадьбе: отставной генерал В. Н. Цытович, поэт М. А. Волошин и родственники со стороны жениха и невесты.
С 1905 года Д. Е. Жуковский издавал в Петербурге журнал «Вопросы Жизни», с редакцией которого сотрудничали: А. А. Блок, Н. А. Бердяев, С. Н. Булгаков, Д. С. Мережковский, В. И. Иванов, А. Белый, Ф. К. Сологуб и другие. А. Герцык деятельно помогала мужу: переводами, правкой корректур, подбором материала. С 1910 годов их дом в Москве, в Кречетниковском переулке, стал знаменитым литературно-философским салоном. Здесь собирались многие литераторы и философы, близкими друзьями супругов были Н. А. Бердяев, Л. И. Шестов, С. Н. Булгаков, В. И. Иванов, М. А. Волошин, С. Я. Парнок, М. И. Цветаева и другие. В начале 1911 года в этом доме произошла первая встреча А. Герцык и 18 летней Марины Цветаевой, свёл их М. А. Волошин. В своем очерке-воспоминании Марина Цветаева так описывает эту встречу:

В первую, горячую голову нашего с ним схождения он (Волошин) живописал мне её (Герцык): глухая, некрасивая, немолодая, неотразимая. Любит мои стихи, ждет меня к себе. Пришла и увидела — только неотразимую. Подружились страстно…Так они и остались — Максимилиан Волошин и Аделаида Герцык — как тогда сопереплетенные в одну книгу (моей молодости), так ныне и навсегда сплетенные в единстве моей благодарности и любви
.
Дружба их была искренней и нежной. В 1912 году Марина Цветаева дарит книгу стихов «Волшебный фонарь» А. Герцык с надписью: «Моей волшебной Аделаиде Казимировне — Марина Цветаева». В 1913 году, когда Марина Цветаева уже стала женой и матерью, Аделаида Герцык написала стихотворение «Марине Цветаевой».
Большее время Жуковские жили в Судаке в собственном доме, купленным отцом Аделаиды ещё в 1880 году. В 1884 году в пристройке этого дома была мастерская известного художника Л. Ф. Лагорио. В своей судакской мастерской художник написал многие крымские пейзажи, в том числе виды Кучук-Ламбата, Ялты, Симеиза, Феодосии, Алушты. В этом доме побывали многие известные деятели культуры — поэт М. А. Волошин, художница М. В. Сабашникова, поэт В. И. Иванов, философ Н. А. Бердяев, антропософка А. Р. Минцлова, визиты которой всегда сопровождались мистическими разговорами и действами .
В годы революции и Гражданской войны с семьёй жили в Крыму. В те годы в Судаке, Коктебеле, Феодосии образовались творческие содружества. В голодном Судаке собирались вместе сестры Герцык, М. Волошин, художник Л. Л. Квятковский, композитор А. А. Спендиаров, С. Я. Парнок с Л. В. Эрарская. Они читали стихи, обсуждали новые творческие идеи, даже издавали рукописный журнал. А. Герцык навещала друзей в Коктебеле и Феодосии. В это время в Коктебель по-прежнему стягивается творческая интеллигенция. На своих дачах живут В. В. Вересаев, Г. С. Петров, Н. И. Манасеина, П. С. Соловьёва, часто наезжают драматург К. А. Тренёв и литературовед Д. Д. Благой, на одной из дач поселяется прозаик А. Соболь. Частым гостем оказывается И. Г. Эренбург, объявляется даже лингвист С. О. Карцевский. В 1919 году в Феодосии возникает литературно-артистический кружок со своим помещением в кафе-подвальчике на углу улиц Земской и Новой. Инициатором его создания был актёр и режиссёр А. М. Самарин-Волжский. Членом этого кружка была и А. Герцык. Здесь выступали певец В. И. Касторский, танцовщица Камерного театра Н. Г. Ефрон, поэты: М. А. Волошин, О. Э. Мандельштам, И. Г. Эренбург, В. С. Бабаджан, Э. Л. Миндлин, Р. А. Кудашева, скрипач Б. О. Сибор. А. И. Цветаева по традиции читала стихи своей сестры Марины. На вырученные от этих выступлений деньги начали издавать литературно-художественный альманах «Ковчег».
В 20-е годы муж А. Герцык, Д. Е. Жуковский, который работал в то время профессором Симферопольского университета, работу потерял, попал в число лишенцев из-за своего происхождения, как и вся семья. Имение в Судаке было конфисковано новой властью. В январе 1921 года поэтесса была арестована и провела три недели в тюрьме Судака вместе с другими заключенными.
Как писал Б. К. Зайцев об А. Герцык, ей повезло :

…попался молодой следователь, любитель поэзии. Он заставил на допросе А. Г. записать ему её «Подвальные стихи», попросил сделать надпись, что она посвящает их ему, и отпустил домой
Пережитое там было описано ею впоследствии в цикле «Подвальные очерки». Там она создала цикл стихотворений «Подвальные». О том, что помимо физической сути страдания есть ещё его высшая духовная суть, которая и открывает сердцу истинную цену жизни, бытия, боли, творчества:

Ведь все страдания и желания наши и все, что мы здесь терпим, все в рамках времени.. Откиньте его и все отпадает. И видишь то, другое, то что время заслоняло собой..Вечность.. Дух..Бога…
А. Герцык переезжает из Судака в Симферополь, где её мужу его старый знакомый, профессор А. Г. Гурвич, предложил работу ассистента при кафедре биофизики Крымского университета им. М. В. Фрунзе.
Умерла 25 июня 1925 года, похоронена в Судаке. Могила поэтессы не сохранилась, старое Судакское кладбище было частично снесено.
В 1925 году С. Н. Булгаков, узнав о смерти Аделаиды Герцык, написал её сестре Евгении из парижского изгнания следующие строки:

У меня давно-давно, ещё в Москве было о ней чувство, что она не знает греха, стоит не выше его, но как-то вне. И в этом была её сила, мудрость, очарование, незлобивость, вдохновенность. Где я найду слова, чтобы возблагодарить её за все, что она мне давала в эти долгие годы — сочувствие, понимание, вдохновение и не только мне, но всем, с кем соприкасалась?! Не знаю даже, не могу себе представить, что были слепцы, её не заметившие, а заметить её, это значило её полюбить, осияться её светом…
Видел я её в последний раз в Симферополе, в двадцатом году. Она сильно изменилась, состарилась, но внутренний свет её оставался все тот же, только светил ещё чище и ярче. Она провожала меня на почту, я как-то знал, что вижу её в последний раз, что в этом мире не увидимся. Её письма всегда были радостью, утешением, светом. Чем больше для меня самого раскрывались на моем пути глубины сердца, тем лучезарнее виделся её образ. В ней я любил все: и голос и глухоту, взгляд, особую дикцию. Прежде я больше всего любил её творчество, затем для меня нужна и важна была она сама с дивным неиссякаемым творчеством жизни, гениальностью сердца…
Б. Л. Пастернак, познакомившийся с творчеством Аделаиды Герцык в тридцатые годы, сказал:

Конечно, поэтический опыт у неё был и ранее, но если бы он был смешан с горечью того, жизненного, что пришёл поздно, перед смертью, то все это вознесло бы её Бог знает куда
М. А. Волошин в стихах, посвященных памяти А. К. Герцык, сказал:
Лгать не могла. Но правды никогда
Из уст ее не приходилось слышать — 
Захватанной, публичной, 
тусклой правды,
Которой одурманен человек...
...И смерть пришла, 
и смерти не узнала:
Вдруг растворилась в сумраке долин,
В молчании полынных плоскогорий,
В седых камнях Сугдейской старины...

## Издания сочинений А. Герцык
- Стихи и проза: В 2 т. / Сост. Т. Н. Жуковской. — М.: Дом Марины Цветаевой: Моск. ист.-лит. о-во «Возвращение», 1993.
- Из круга женского. Стихотворения и проза. — М.: Аграф, 2004. — 560 с. ISBN 5-7784-0233-3

## Семья
Была замужем за известным издателем, редактором и переводчиком Д. Е. Жуковским, сыном генерала от инфантерии Е. М. Жуковского.
Дети:
- Даниил (1909—1938) — русский поэт, переводчик, математик. Расстрелян в годы Сталинских репрессий;
- Никита (1913—1995)